# Ryżyn (przystanek kolejowy)
Ryżyn – nieczynny przystanek osobowy, na trasie zawieszonej linii kolejowej nr 368, we wsi Ryżyn, w województwie wielkopolskim, w gminie Chrzypsko Wielkie.